# Шкаркина вила
Шкаркина вила налази се у Делиградској улици бр. 13 у Београду, на врачарској падини, у близини једног од највећих градских  тргова – Славије.
За подизање своје куће у Делиградској улици, Рихард Шкарка је позвао архитекту Драгишу Брашована. Будимпештански ђак је до тада у Београду већ реализовао своје прво потпуно самостално дело, зграду бивше Есконтне банке у Нушићевој улици. Остварење у комбинацији барокно-класицистичке еклектике, обезбедило је Брашовану добар пријем у београдској средини.
Шкаркина вила изграђена је током 1926–1927. године, као репрезентативна градска вила. Академски принципи, романтичарски дух, истористички мотиви, примесе модерних идеја и ардекоовски третман површина, препознају се у обликовању главне – уличне фасаде објекта. Фасада је изведена у једној равни, а декоративни елементи преузети из историјских стилова, романике, венецијанске готике и барока доприносе њеној сликовитости. Строга академска подела фасаде је напуштена, а њеној слојевитој обради архитекта је приступио на креативан начин. Рустичној обради доње зоне са забатним мотивима, дијамант квадерима веома блиским чешком кубизму, и прозорима завршеним слепим аркадама, супротставља се равна површина спрата. Њом доминира романтичарска трифора испуњена флоралним, зооморфним и антропоморфним мотивима, постављена између модернистички третираних прозорских отвора без посебног акцента. Фасада се завршава декоративно решеном назубљеном кровном атиком. Мотив преломљеног лука и барокних волута поновљен је и на монументалној улазној капији, чија су врата решена у виду врло декоративно третиране металне решетке.
У хармонизованом односу детаља и целине открива се модернистички приступ. Одступајући од академских принципа, Брашован је орнаменталну декорацију издвојио у јасно одређене целине, чиме су истакнути и елементи модерне архитектуре. Супротстављене и уједно обједињене широке плошне површине и орнамент, лук и оштар угао, извијена и права линија, мотиви различитих историјских стилова у сасвим модерном аранжману, чине ову фасаду једном од најнеобичнијих и једном од најшармантнијих у Београду.
За разлику од већине својих савременика архитекта Драгиша Брашован је посебну пажњу посветио и мање уочљивим дворишним фасадама остварујући јединство укупног изгледа грађевине у морфолошком и стилском погледу. Раскошној спољној обради одговара и богато опремљен ентеријер. На плафону кружног хола приземља до данас је сачувана зидна слика, нажалост непознатог аутора.
Године 1927. фасада Шкаркине виле добила је награду као једна од најлепших фасада у Београду.
Данас се у овој раскошној градској вили налази Амбасада Белорусије.
Шкаркина вила је објекат значајне архитектонске и културно-историјске вредности. Она представља један од најуспелијих примера Брашованове архитектуре градских вила, а као ретка грађевина романтичарског духа заузима изузетно место у београдској међуратној архитектури.
Као објекат значајних архитектонских и културно-историјских вредности, Шкаркина вила проглашена је за споменик културе 2002. године (Одлука, Службени гласник РС, бр. 73/02).